# Surinyavongsa
Sulinyavongsa (Sulinya Vongsa, Surignavongsa ou encore Suryavarman) est le dernier souverain du royaume du Lan Xang, situé dans l'actuel Laos, entre 1638 et sa mort en 1694.

## Le Lan Xang avant Surinyavongsa
Après la mort mystérieuse du roi Setthathirath en 1571, le Lan Xang connait une période assez troublée, marquée par de fréquentes interventions des Birmans, que Setthathirat avait su contenir. Thammikarath (1596-1623), un souverain légitime, entre en guerre contre son fils aîné connu sous son titre d'Upanyuvarath (i.e: Vice Roi ou Prince Héritier) qui le fait exécuter. Entre 1627 et 1638, il y eut trois souverains. Le prince Surinyakhuman,  qui prit le nom de Surinyavongsa était le fils de Tone Kham.

## Le règne de Surinyavongsa (1638-1694)
Surinyavongsa signifie « de la lignée solaire ». C'est pourquoi on l'appelle souvent en Français « Le Roi Soleil ». Il était également contemporain de Louis XIV. C'est à cette époque que les premiers voyageurs occidentaux visitèrent le royaume lao ; ils furent frappés par la magnificence de la capitale Vieng Chan (Vientiane).
À la différence de son homologue français, après qu'il eut contraint son frère Som Phou à se réfugier à Hué à la cour des seigneurs Nguyen, Surinyavongsa se distingua par son pacifisme, qu'il put assumer grâce à une puissante armée, une administration rigoureuse et une entente avec ses voisins sur le tracé des frontières. Néanmoins, il monta deux expéditions militaires contre le royaume vassal de Xieng Khouang pour obtenir la main de la fille du Roi. Un respect scrupuleux de la loi laissa ce souverain absolu condamner à mort son fils aîné, prince héritier, pour cause d'adultère. Il s'ensuivit une période de guerres civiles, d'interventions étrangères, et finalement, le démembrement du royaume en trois entités : le royaume de Luang Prabang, le royaume de Vientiane et le royaume de Champassak.

## Postérité
De sa seconde épouse le roi Surinyavongsa laisse deux enfants:
- prince Enta Prohm Ratsavuth, exécuté sur ordre son père, dont :
  - Kingkitsarath 1er roi de Luang Prabang.
  - Inthason  roi de Luang Prabang
- princesse Sumagala Kumari épouse 1) son oncle le prince Sumabuya (mort en 1688) puis 2) Saentip dont:
  - 1) prince Ong Nong
  - 2) prince Soi Si Samout Phoutong Koun 1er roi de Champassak.

D'une autre épouse il laisse une fille
- princesse Ne épouse en 1694 le roi Tian Thala qui usurpe le trône en 1694-1696.

## Les relations des voyageurs occidentaux
Le jésuite italien de Marini et le marchand hollandais Gerrit van Wuysthoff ont visité le royaume de Surinyavongsa entre 1641 et 1647 et nous ont laissé des témoignages de grand intérêt :
De Marini, à Vieng Chan (Vientiane) :
« Le Palais Royal dont la structure et la symétrie sont admirables paroist de fort loin. De vray, il est d'une prodigieuse étendue et si grand qu'on le prendrait pour une ville… L'appartement du Roy, qui est orné d'un fort superbe et magnifique portail, et quantité de belles chambres, accompagnées d'une grande salle, sont toutes en bois incorruptible, et ornées dehors et dedans de bas-reliefs exelens… Je ferois un volume entier si j'entreprenais de décrire les autres pièces du Palais… »
Van Wuysthoff, décrivant les festivités du That Luang :
« On nous a fait attendre pendant une heure. Ensuite, le roi, assis sur un éléphant blanc, arriva de la ville et passa devant nos tentes… c'est un jeune homme d'environ 23 ans. Derrière lui marchaient environ 300 soldats avec des lances et des fusils ; derrière lui, des éléphants avec des hommes armés ; suivaient derrière quelques musiciens ; après, il y avait encore deux-mille soldats, suivis de 16 éléphants portant les cinq femmes du roi… »
Et à propos des bonzes de Vientiane, :« plus nombreux que les soldats de l'empereur d'Allemagne » :
« Nulle part il y avait des églises aussi riches et tant d'hommes saints, comme ils s'appellent eux-mêmes, que chez eux la science est beaucoup plus développée et qu'à cause de cela, les prêtres du Cambodge et du Siam viennent tous les ans et y restent de dix à douze ans afin de finir leurs études. »